# Luigi Renna
Luigi Renna (Corato, Província de Bari, 23 de janeiro de 1966) é um clérigo italiano e arcebispo católico romano de Catania.

## Biografia
Em 7 de setembro de 1991, Luigi Renna recebeu o Sacramento da Ordem para a Diocese de Andria. Foi reitor do seminário de 1993 a 1997, antes de se tornar reitor do seminário diocesano de meninos. Renna ocupou este cargo até 2009. Entre 2002 e 2009 foi vice-postulador no processo de beatificação de Giuseppe Di Donna, que foi bispo de Andria no século XX. Em 2009 tornou-se reitor do seminário Pio XI em Molfetta.
O Papa Francisco o nomeou Bispo de Cerignola-Ascoli Satriano em 1º de outubro de 2015. O arcebispo de Bari-Bitonto, Francesco Cacucci, o consagrou bispo em 2 de janeiro do ano seguinte no Palácio dos Esportes de Andria. Co-consagradores foram o Bispo de Andria, Raffaele Calabro, e seu antecessor Felice di Molfetta. A inauguração na Diocese de Cerignola-Ascoli Satriano ocorreu em 16 de janeiro de 2016.
De 8 de maio de 2018 a 26 de janeiro de 2019 foi também Administrador Apostólico da arquidiocese vaga de Manfredonia-Vieste-San Giovanni Rotondo.
Em 8 de janeiro de 2022, o Papa Francisco o nomeou Arcebispo de Catânia, com posse prevista para 19 de fevereiro do mesmo ano.